# Feldpropst
Der Feldpropst war früher die Bezeichnung des obersten Militärgeistlichen seiner christlichen Konfession (katholisch/evangelisch). Entsprechend existierten in der preußischen Armee, der Reichswehr und Wehrmacht je ein evangelischer und einen katholischer Feldpropst. Das Amt wurde am 4. Dezember 1933, wenige Monate nach Abschluss des mit dem Vatikan ausgehandelten Reichskonkordats, in Feldbischof der Wehrmacht umbenannt; die Bestimmung galt analog für die obersten evangelischen Militärgeistlichen. Als Stellvertreter fungierten je ein katholischer und ein evangelischer Feldgeneralvikar.
Dem Funktionsträger waren sämtliche Feldprediger und Militärpfarrer seiner Konfession unterstellt. Die katholischen Amtsinhaber besaßen zumeist die Bischofsweihe. Auch in anderen deutschen Staaten gab es teilweise diesen Titel; in der österreichischen k.u.k. Armee hießen die obersten Geistlichen Feldvikare.
In der Bundeswehr haben diese Funktion der katholische bzw. evangelische Militärbischof inne.

## Preußen und Deutsches Reich

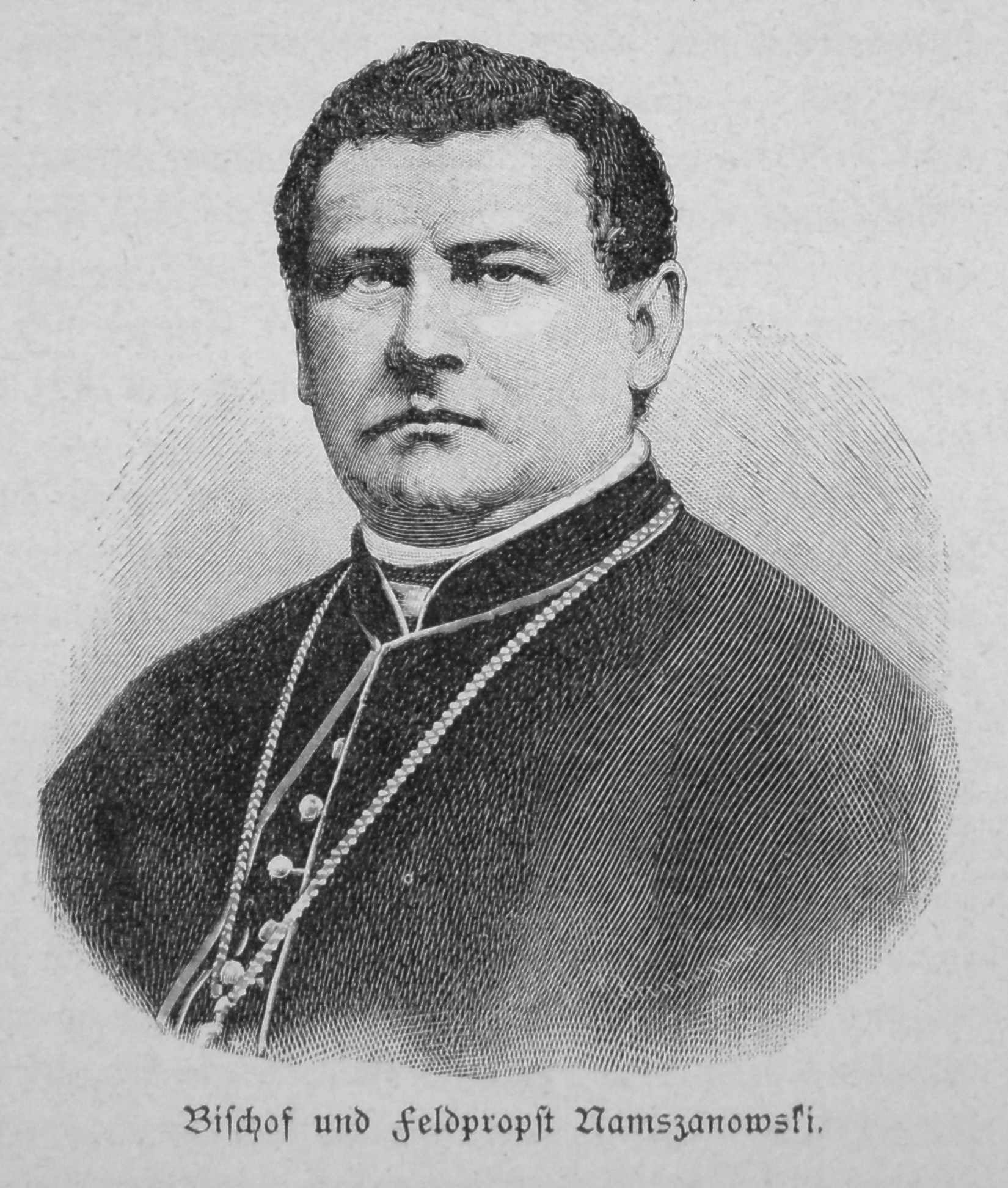
Bischof Namszanowski

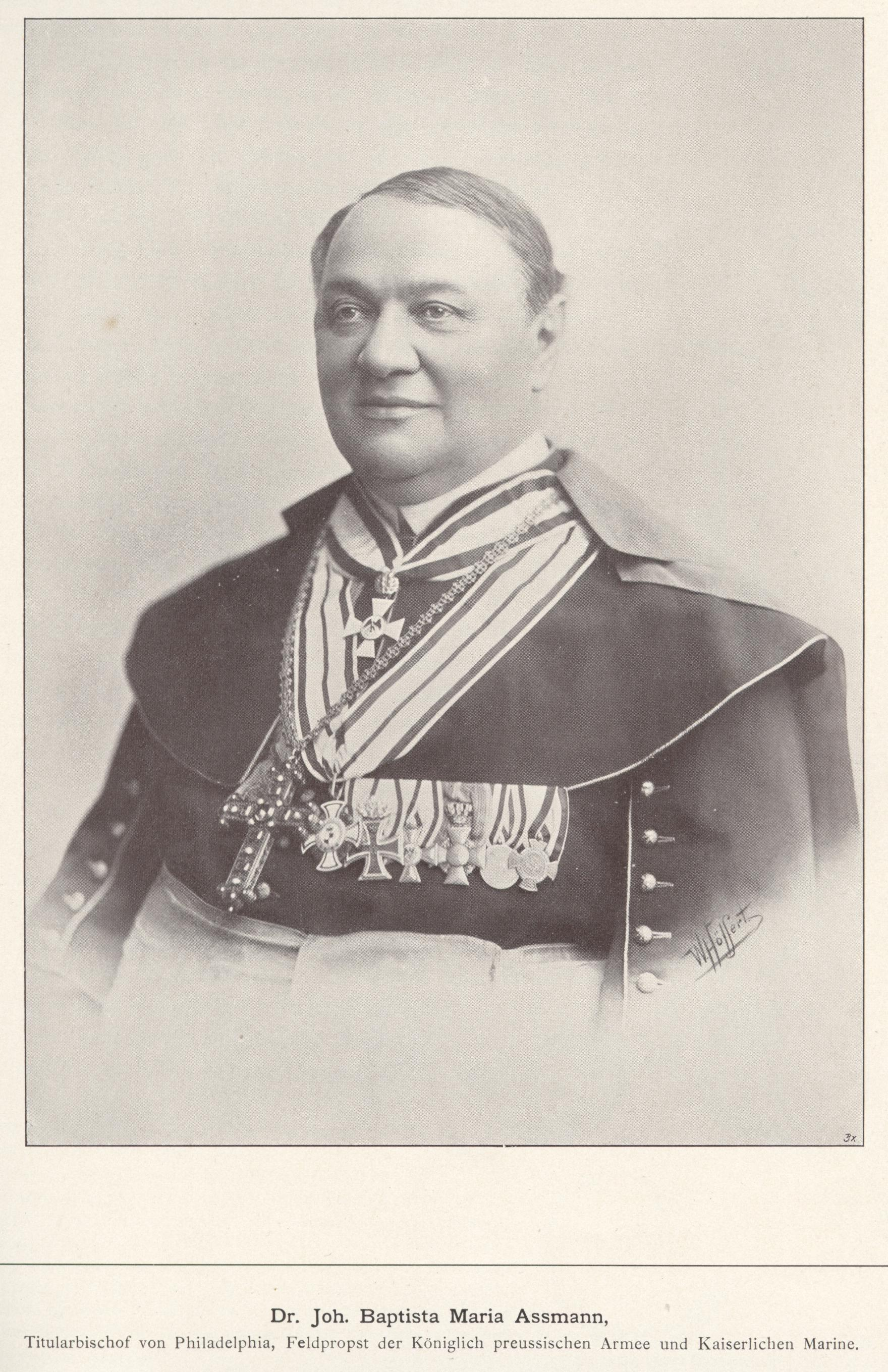
Feldpropst Dr. Assmann

Gemäß der preußischen Hofrangordnung von 1903 rangierten die Feldpröpste beider Konfessionen noch mit den Obersten von der Armee. Gemäß der Reichsbesoldungsordnung von 1927 bezogen sie die Besoldungsgruppe B 8. Damit standen sie zwischen den Ministerialdirigenten (B 7, seit März 1937 B 7a) und den Ministerialräten (Besoldungsgruppe A 1, seit Dezember 1935 A 1a). Als Wehrmachtsbeamte besaßen sie den Rang eines Generalmajors, trugen aber nicht deren Larisch-Stickerei am Kragen. Stattdessen, auf vermutlich violetten Patten, die goldfarbene Kolbenstickerei der Beamten des höheren Dienstes (analog die Heerespfarrer und - oberpfarrer, die statt der ihnen gebührenden Kolbenstickerei „nur“ die glatten silbernen Kapellenlitzen des gehobenen Dienstes führten; ab 1935 auf violetten, seit 1937 auf blaugrünen Patten).

### Der katholische Feldpropst
Durch Kabinettsordre von König Friedrich Wilhelm IV., vom 4. Februar 1848 und Apostolischem Breve Papst Pius IX., vom 24. Oktober 1849 existierte in Berlin der römisch-katholische Armeebischof der Preußischen Streitkräfte, zuständig für die katholische Militärseelsorge. Der erste Amtsinhaber war Kardinal Melchior von Diepenbrock, Fürstbischof von Breslau, der die Funktion zusätzlich zu seinen regulären Aufgaben ausübte. Ab 1852 musste er seine diesbezüglichen Amtsgeschäfte auf den vom König zu benennenden Feldpropst übertragen, der unter seiner Jurisdiktion stand.
1868 errichtete man die katholische preußische Feldpropstei als unabhängiges, selbständiges Kirchenamt und unterstellte es unmittelbar dem Papst. Der Feldpropst erhielt grundsätzlich die Würde eines Titularbischofs mit der Befugnis, die Militärgeistlichen unter Zustimmung der staatlichen Behörden zu ernennen und die Disziplinargewalt über sie auszuüben. Er besaß die Jurisdiktion über alle Angehörigen der preußischen Streitkräfte und ihre Familien; Amtssitz blieb Berlin.
Seit der Reichsgründung 1871 war der katholische preußische Feldpropst auch zuständig für den gleichen Personenkreis in den meisten deutschen Kleinstaaten, im Reichsland Elsaß-Lothringen und in den Kolonien, sofern dort keine separate Regelung für die Feldseelsorge bestand. Der preußische Feldpropst war bis 1919 als Oberhirte einer Personaldiözese, die sich über einen bestimmten Personenkreis im gesamten Deutschen Reich erstreckte, exemt – also unabhängig – von den Ortsbischöfen.
Während der Zeit des Kulturkampfs blieb das Amt des katholischen preußischen Feldpropstes von 1873 bis 1888 vakant.
Die Weimarer Verfassung beschränkte die Jurisdiktion des Feldpropstes ab 1919 wieder auf das preußische Militär und das Amt wurde schließlich nach dem Rücktritt von Heinrich Joeppen, im Jahre 1920, nicht mehr besetzt. Im Reichskonkordat von 1933 hatte man auch die Militärseelsorge neu geregelt und es wurde 1936 erstmals wieder ein deutscher Militärbischof eingesetzt, ein Vorläufer der späteren Militärbischöfe der Bundeswehr. Der Titel und das Amt des Preußischen Feldpropstes blieben jedoch erloschen.
Katholische Feldpröpste von Preußen:
- Melchior von Diepenbrock (1849–1852)
- Friedrich Felix Mencke (1852–1858)
- Leopold Pelldram (1859–1867)
- Franz Adolf Namszanowski (1868–1873)
- Johannes Maria Assmann (1888–1903)
- Heinrich Vollmar (1903–1913)
- Heinrich Joeppen (1913–1920)
- Paul Anton Schwamborn (1920–1929)
- Franz Justus Rarkowski (1929–1945, seit 1933 Feldbischof)

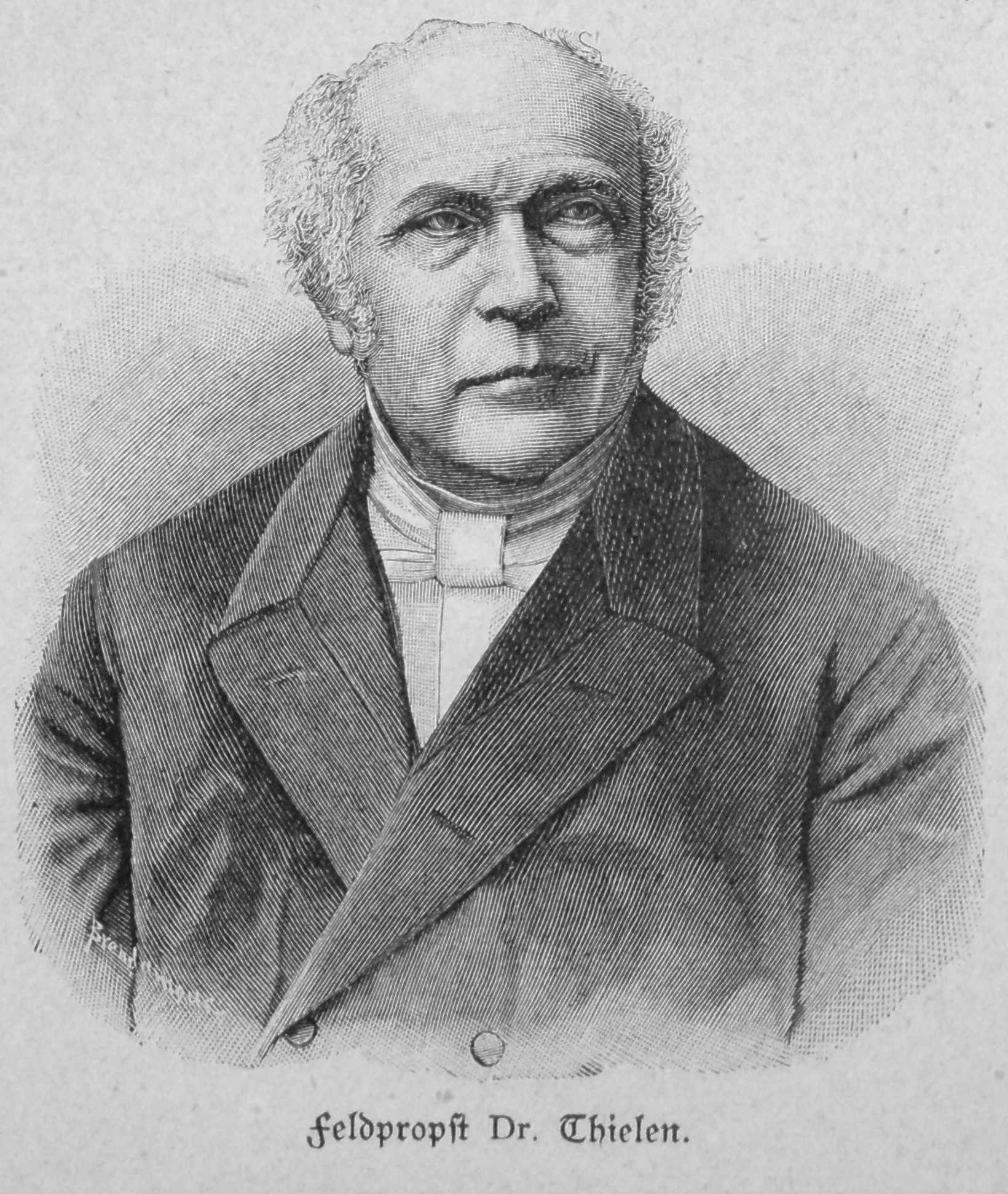
Peter Thielen

### Der evangelische Feldpropst
- Lambert Gedicke (1717–1736)
- Johann Caspar Carstedt (1736–1742)
- Johann Christoph Decker (1742–1757)
- Karl Andreas Friedrich Balk (1757–1779)
- Johann Gottfried Kletschke (1779–1806)
- Christian Gottlieb Röckner (1806–1810)
- Friedrich Wilhelm Offelsmeyer (1810–1834)
- Ludwig August Bollert (1833–1860)[7]
- Peter Thielen (1860–1887)
- Maximilian Richter (1887–1905)
- Max Wölfing (1905–1918)
- Erich Schlegel (1919–1933/34)
- Franz Dohrmann (Feldbischof 1934–1945)

## Andere deutsche Staaten

### Königreich Bayern

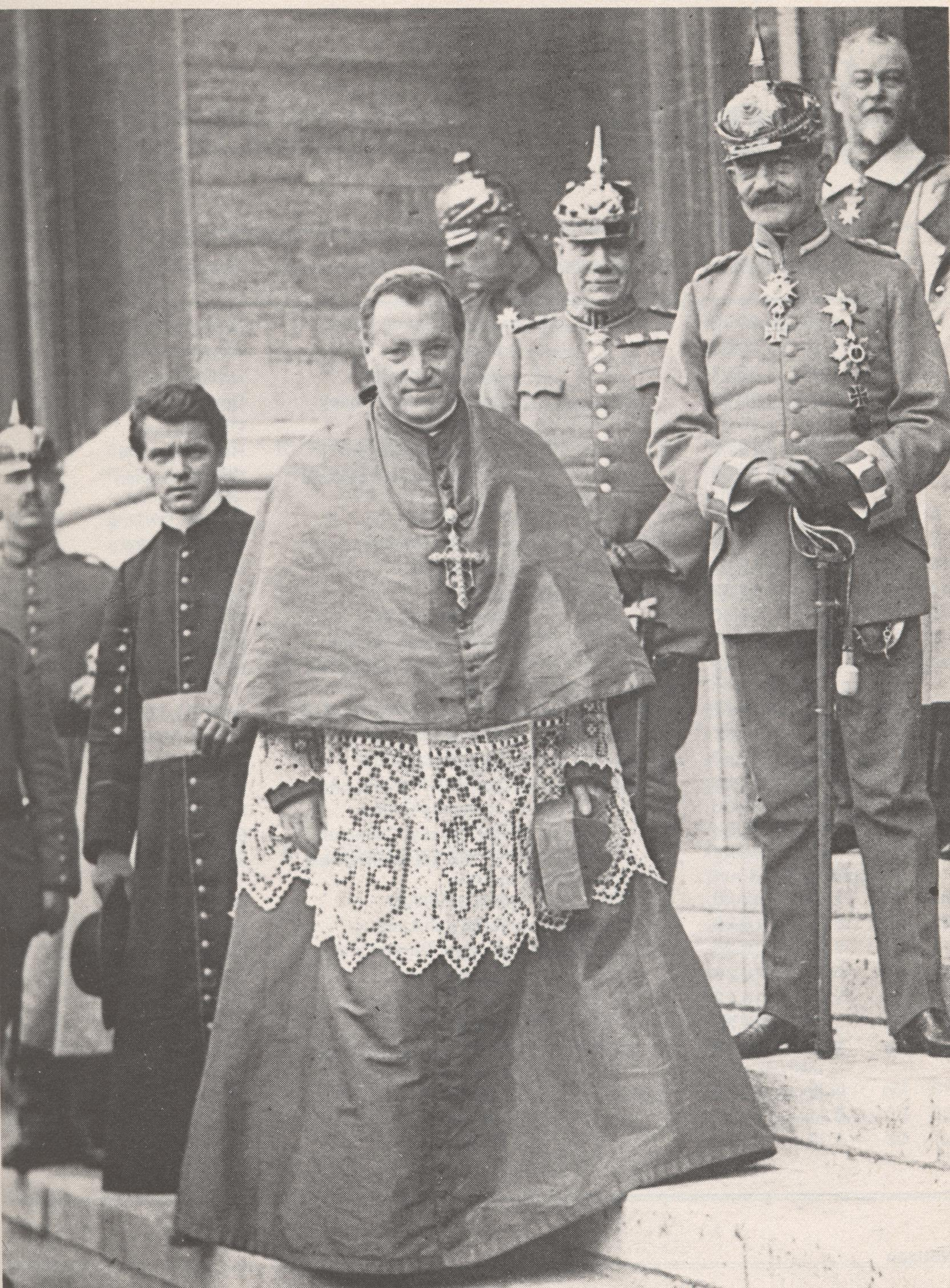
Feldpropst Bettinger, 1916 vor der Kathedrale von Brüssel. Links sein Sekretär Michael Buchberger, rechts Freiherr Moritz von Bissing, Generalgouverneur von Belgien

Michael von Faulhaber als Bayerischer Feldpropst (1917)

Vorläufer des bayerischen Feldpropstes war der pfalz-bayerische Hofbischof, der im Kriegsfall automatisch Feldbischof wurde. Dieses Hofbistum hatte Papst Pius VI., am 15. Dezember 1789, auf Antrag des Kurfürsten Karl Theodor errichtet. Es umfasste lediglich die Hofkapelle bzw. Hofpfarrei, die allerdings neben der fürstlichen Familie auch für alle Hofbedienstete zuständig war und wurde 1805 wieder aufgelöst.
In seiner kurzen Existenzzeit hatte das Hofbistum nur zwei Bischöfe, nämlich Joseph Ferdinand Guidobald von Spaur (1789–1793) und Kajetan  von  Reisach (1793–1805).
Im Königreich Bayern gab es – im Gegensatz zu Preußen – keine fest geregelte Militärseelsorge. Man betrachtete die Armee nicht als „Staat im Staate“ und ließ die Soldaten durch reguläre Zivilseelsorger betreuen. Lediglich im Kriegsfall waren laut königlicher Entschließung vom 27. Februar 1809 sogenannte „Feldprediger“ zur Betreuung der Truppen vorgesehen.
Ein Breve von Papst Gregor XVI., ausgestellt am 20. April 1841, bestimmte den jeweiligen Erzbischof von München und Freising im Mobilmachungsfall zum „Großkaplan“ der bayerischen Streitkräfte. In Anlehnung an die preußische Amtsbezeichnung setzte sich auch hier der Titel des Feldpropstes durch. Die Funktion war jedoch an die Mobilisierung gekoppelt.
Staatlicherseits wurde das päpstliche Breve nie bestätigt und so holte sich jeder Erzbischof von München-Freising, nach seiner Ernennung, in Rom eine separate Vollmacht als eventueller bayerischer Feldpropst.
Das Amt lebte nur dreimal auf: In den Kriegen von 1866, von 1870/71 und im Ersten Weltkrieg. Amtsinhaber 1866 und 1870/71 war Erzbischof Gregor von Scherr. Im Ersten Weltkrieg übernahm 1914 der schon 64-jährige, herzkranke Kardinal Franz von Bettinger die Aufgabe des Feldpropstes. Er besuchte 1916 die Westfront, was ihn stark anstrengte und wohl seinen plötzlichen Tod mit verursachte. Von seinem Sekretär Michael Buchberger wurde hierüber das Erinnerungsbüchlein Im Purpur bei den Feldgrauen publiziert. Als Bettinger starb, stand er kurz vor einem weiteren Besuch an der Ostfront. Sein erzbischöflicher Nachfolger Michael von Faulhaber übernahm 1917 auch das Amt des bayerischen Feldpropstes, das mit der Demobilisierung 1919 erlosch.

### Württemberg und Sachsen
Auch im Königreich Württemberg gab es das Amt des Feldpropstes, ebenso im Königreich Sachsen. Beide deutschen Mittelstaaten hatten sich zusammen mit Bayern nach der Reichsgründung die eigenständige Militärseelsorge vorbehalten. In Württemberg war der evangelische Feldpropst gleichzeitig Pfarrer der Stuttgarter Garnison.
Feldpröpste von Sachsen:
- Gustav Adolf Fricke